# 3577 Putilin
3577 Putilin (1969 TK) là một tiểu hành tinh nằm phía ngoài của vành đai chính được phát hiện ngày 7 tháng 10 năm 1969 bởi L. Chernykh ở Nauchnyj.